# Sainte-Foy-de-Belvès
Sainte-Foy-de-Belvès – miejscowość i gmina we Francji, w regionie Nowa Akwitania, w departamencie Dordogne.
Według danych na rok 1990 gminę zamieszkiwało 166 osób, a gęstość zaludnienia wynosiła 22 osób/km² (wśród 2290 gmin Akwitanii Sainte-Foy-de-Belvès plasuje się na 1010. miejscu pod względem liczby ludności, natomiast pod względem powierzchni na miejscu 1237.).